# Dieter Doering
Dieter Doering (auch Döring; * 27. Mai 1930 in Insterburg, Ostpreußen; † 28. Januar 2010 in Berlin) war ein deutscher Diplomat. Zwischen 1972 und 1984 amtierte Doering als Botschafter der Deutschen Demokratischen Republik (DDR) in den kommunistischen Staaten Vietnam und Laos.

## Biographie
Doering wurde als Sohn des Arbeiters Oskar Doering und dessen Ehefrau Frieda geb. Schröder (1910–2011) geboren. Er wurde Mitglied der Sozialistischen Einheitspartei Deutschlands (SED), war als Verwaltungsangestellter beschäftigt und studierte bis ins Jahr 1952 mit den beiden Abschlüssen als Diplom-Staatswissenschaftler und Diplom-Gesellschaftswissenschaftler.
Doering trat 1953 in den Diplomatischen Dienst der DDR ein und war zunächst als Attaché im rumänischen Bukarest, danach als stellvertretender Leiter der Hauptabteilung „Presse und Information“ tätig. Darauf folgten Beschäftigungen als erster Sekretär an der Moskauer Botschaft der DDR und anschließend als Abteilungsleiter Auslandsinformation im Ministerium für Auswärtige Angelegenheiten (MfAA). Ende Juli 1972 wurde Doering auf Vorschlag des Präsidiums des Ministerrats der DDR durch den Vorsitzenden des Staatsrats der DDR, Walter Ulbricht, zum Außerordentlichen und Bevollmächtigten Botschafter der Deutschen Demokratischen Republik in der Demokratischen Republik Vietnam (Nordvietnam) ernannt und am 7. September 1972 akkreditiert; dazu überreichte er dem Vizepräsidenten Nguyễn Lương Bằng sein Beglaubigungsschreiben und erklärte, dass die DDR „voller Empörung die Verschärfung des barbarischen Krieges des USA-Imperialismus“ verurteile. Im März 1973 sowie nach dem Ende des Vietnamkrieges im Oktober 1975 besuchten deutsche Delegationen um den Vorsitzenden des Ministerrats Willi Stoph bzw. angeführt von Kurt Hager, Mitglied des Politbüros, die nordvietnamesische Hauptstadt Hanoi; am Gegenbesuch unter der Leitung des Premierministers Phạm Văn Đồng im Oktober 1973 nahm Doering ebenfalls teil. Sein Nachfolger als Botschafter im wiedervereinigten Vietnam wurde am 18. Mai 1978 Klaus Zorn. Doering wirkte fortan als stellvertretender Abteilungsleiter im MfAA, zuständig für die Sowjetunion und Kuba. Am 13. März 1981 erfolgte seine Akkreditierung als Außerordentlicher und Bevollmächtigter Botschafter der Deutschen Demokratischen Republik in der Volksdemokratischen Republik Laos durch die Übergabe des Beglaubigungsschreibens an den Staatspräsidenten Souphanouvong. In Doerings Amtszeit fallen der Abschluss eines langfristigen Handelsabkommens zwischen beiden Ländern (Mai 1981) sowie Staatsbesuche einer laotischen Delegation unter der Leitung von Kaysone Phomvihane (September 1982) und einer deutschen Delegation um Erich Mückenberger (November 1984). Dietrich Jarck übernahm Mitte Dezember 1984 das Amt des DDR-Botschafters in Vientiane; Doering kehrte deshalb in seine vorangegangene Stellung als stellvertretender Abteilungsleiter im MfAA zurück und wurde im Jahr 1990 zum Leiter der Dolmetscherabteilung.

## Auszeichnungen
- 1975: Vaterländischer Verdienstorden (VVO) in Bronze[2]